# Референдум щодо запровадження посади Президента Росії (1991)
17 березня 1991 року в Російській Радянській Федеративній Соціалістичній Республіці відбувся референдум щодо запровадження посади Президента Росії Референдум проводився паралельно з референдумом про збереження СРСР. До референдуму главою російської держави був Голова Верховної Ради Російської РФСР, який обирався З'їздом народних депутатів Російської РФСР. 71,4 % виборців підтримали цю пропозицію, як наслідок була запроваджена посада президента Російської РФСР, а ще через два місяці Бориса Єльцина було обрано першим президентом.
Референдум не проводився в Північно-Осетинській АРСР, Тувинській АРСР і Чечено-Інгуській АРСР, а в Комі АРСР і Татарстані його бойкотувала місцева влада.

## Питання
Чи вважаєте ви за необхідне запровадити посаду Президента РРФСР, що обирається всенародним голосуванням?

## Результати
|                            | Голосів     | %     |
| -------------------------- | ----------- | ----- |
| Так                        | 53,385,275  | 71.38 |
| Ні                         | 21,406,152  | 28.62 |
| Недійсні бюлетені          | 1,633,683   | 2.14  |
| Всього                     | 76,425,110  | 100   |
| Зареєстровані виборці/явка | 101 776 550 | 75.09 |
| Джерело: Nohlen & Stöver   |             |       |

## Галерея
| |
| Листівка з запрошенням одночасно на всесоюзний референдум і на референдум щодо посади Президента РСФСР |

| |
| Народний депутат СРСР Юрій Афанасьєв виступає на мітинзі у Москві на підтримку Бориса Єльцина і референдуму щодо запровадження посади Президента РРФСР |

| |
| Борис Єльцин провадить агітаційну кампанію на підтримку референдуму щодо запровадження посади Президента РРФСР |

|                                                                                           |
| Мер Москви Гавриїл Попов на мітинзі на підтримку референдуму щодо посади Президента РРФСР |